# Едгар Мирний
Едгар (англ. Edgar, «Мирний / Миролюбний», 943—975) — король Англії з Вессекської династії, що панував між 958 та 975 роками, Молодший син короля Едмунда I і його першої дружини Ельфґіфи.

## Біографія
958 року знать Мерсії і Нортумбрії на таємній раді проголосила Едгара королем територій на північ від Темзи, але повновладним монархом він став тільки в жовтні 959 року, після смерті свого старшого брата, короля Едвіна.
Посівши престол, Едгар призвав з вигнання Дунстана (згодом він був канонізований) — впливового абата, який за часів Едмунда I мав, ймовірно, більшу владу, аніж сам король. Едгар призначив Дунстана спочатку єпископом Вустера, потім Лондона і, нарешті, 961 року, підвищив абата до сану архієпископа Кентерберійського.
В історичних джерелах того часу згадується, що Дунстан не схвалював спосіб життя молодого короля — Едгар мав любовний зв'язок із Вульфрідою, черницею з Вілтона, яка 961 року народила йому дочку, і відмовлявся його коронувати. Але попри розбіжності Дунстан залишався найближчим радником Едгара впродовж всього періоду його царювання.
Едгар уникав військових конфліктів, чим заслужив прізвисько Едгар Миротворець (англ. Peaceable). 970 року він поступився північною частиною Нортумбрії шотландському королеві Кеннету II, що дозволило на деякий час зняти напругу між двома королівствами.
11 травня 973 року у віці тридцяти років Едгар був коронований в Батському абатстві. На честь коронації були влаштовані розкішні святкування. На них були присутні шестеро правителів інших областей Британії, зокрема королі Шотландії і Стратклайду, що присягнулися бути вірними васалами Едгара на воді та суші.
Король помер 8 липня 975 року у Вінчестері й був похований у Гластонберійському абатстві.

## Канонізація
Християнський Святий. День пам'яті — 8 липня. Шанується усіма християнами.

## Шлюб і діти
- Етельфледа, дружина
  - Едуард Мученик, наступник Едгара на королівському престолі
- Ельфріда, дружина
  - Етельред Нерозумний
  - Едмунд
- Вульфріда, коханка
  - Едгита